# کورت والاندر
کورت والاندر (انگلیسی: Kurt Wallander) شخصیتی داستانی است که به‌دست جنایی‌نویس سوئدی هنینگ مانکل (۲۰۱۵–۱۹۴۸) خلق شده‌است. والاندر قهرمان بسیاری از داستان‌های معمایی مانکل، پلیس شهری در ۵۶ کیلومتری جنوب‌شرقی مالمو واقع در منطقه جنوبی اسکونه است. والاندر تاکنون به‌دست بازیگرانی چون رولف لاسگورد، کریستر هنریکسن و کنت برانا به تصویر کشیده شده‌است.

## زندگی
والاندر به عنوان یک افسر جوان پلیس یک‌بار از مرگ نجات یافت. زمانی که فردی مست که تحت بازجویی بود یا چاقوی قصابی او را زخمی می‌کند (به این اتفاق هنگام بررسی اولین پرونده والاندر اشاره می‌شود) او یک‌بار ازدواج کرده اما همسرش مونا او را ترک کرده و او از آن زمان روابط دشواری با تنها فرزندش لیندا که سرکش هم هست، دارد. لیندا در پانزده‌سالگی دست به خودکشی زده و به‌سختی نجات پیدا کرده‌است. او همین‌طور با پدر درگذشته‌اش دچار اختلاف داشته‌است. پدر والاندر نقاش بوده و یک منظره را برای نصب در نشیمن، ۷۰۰۰ بار کشیده‌است. او مخالف تصمیم پسرش برای پیوستن به پلیس بوده بارها او را برای این کار تمسخر کرده‌است.
والاندر علاقه زیادی به اپرا دارد و معمولاً هنگامی که سوار ماشین است، به اپراهایی مانند ماریا کالاس گوش می‌دهد و وقتی فرصت پیدا می‌کند، به اپرا می‌رود و برای این کار گاهی به کپنهاگ سفر می‌کند. یک‌بار والاندر دست به رؤیاپردازی می‌زند و فکر می‌کند از نیروی پلیس بیرون بیاید و کاری کند که اپرا همه زندگی‌اش بشود و مدیر دوستش استن ویدن بشود که صدایی تنور دارد و دوست دارد در اپرا بخواند. اما صدای ویدن به اندازه کافی خوب نیست و رؤیای والاندر (و ویدن) خراب می‌شود و این اتفاق یکی از ناکامی‌های زندگی والاندر است.
کاراگاه والاندر دوستان نزدیک کمی دارد و به این‌که سبک زندگی خاصی ندارد، مشهور است. او زیادی الکل می‌نوشد و غذاهای بی‌کیفیت می‌خورد. اهل ورزش نیست و گاهی با خشم خود درگیر است. او اغلب با مسائل پرونده‌ها شخصی برخورد می‌کند و خودش را دربست درگیر گیر انداختن جنایتکاران می‌کند و برای حل پرونده‌ها مقابل رؤسایش می‌ایستد که این مسئله روی ثبات عاطفی‌اش اثر منفی می‌گذارد.
او در طول سال‌ها کار در پلیس، از کار خود ناامید شده‌است و اغلب به این فکر می‌کند که آیا از اول باید عضو پلیس می‌شده یا نه. او یک‌بار به اشتباه به خاطر خشونت مرود تعقیب قرار گرفته و محکوم شده‌است و هنوز به خاطر کشتن یک مرد در مه، احساس گناه می‌کند؛ اتفاقی که او را به سمت افسردگی می‌برد و تا مرز استعفا. روابط او با همکارانش پر از تنش است؛ آن‌ها مرتباً از ذکاوت و هوش او شگفت‌زده می‌شوند و از روش‌های خشن او ناامید.
او اغلب در روابط خانوادگی و اجتماعی شکست می‌خورد. پس از به‌هم خوردن ازدواجش با آنت برولین ارتباط دارد. او دادستان است و در برخی پرونده‌ها باهم همکاری دارند اما در عین حال ازدواج کرده و چند فرزند دارد و به خاطر آن‌ها طلاق نمی‌گیرد (قاتلان بدون چهره.) در سال‌های بعد او روابط عاشقانه‌ای با بایبا لیپا، زنی در ریگای لتونی که هنگام تحقیق روی یک پرونده با او ملاقات کرده، برقرار می‌کند تا زمانی که پرونده حل می‌شود. والاندر در طول مجموعه دچار دیابت می‌شود و در انتهای دوران کاری‌اش با پرش حافظه روبرو می‌شود که مشخص می‌شود بیماری آلزایمر پیشرفته است؛ بیماری‌ای که پردش نیز دچارش بوده‌است.

## رمان‌ها
1. Mördare utan ansikte؛ (۱۹۹۱)، ترجمه فارسی از هادی بنایی: قاتلان بدون چهره، ۱۳۹۰
2. Hundarna i Riga؛ (۱۹۹۲)، ترجمه فارسی از هادی بنایی: سگ‌های ریگا، ۱۳۹۰
3. Den vita lejoninnan؛ (۱۹۹۳)، ترجمه فارسی از هادی بنایی: ماده‌شیر سفید, ۱۳۹۰
4. Mannen som log؛ (۱۹۹۴)، مردی که لبخند زد
5. Villospår؛ (۱۹۹۵)، منحرف‌شده
6. Den femte kvinnan؛ (۱۹۹۶)، ترجمه فارسی از فرشته شایان: پنجمین زن، ۱۳۹۴
7. Steget efter؛ (۱۹۹۷)، یک قدم به عقب
8. Brandvägg؛ (۱۹۹۸)، ترجمه فارسی از شکیبا محب‌علی: دیوار آتش، ۱۳۹۴
9. Pyramiden ; short stories؛ (۱۹۹۹)، هِرم
10. Handen؛ (۲۰۰۴)، رمان کوتاه؛ منتشرشده به زبان آلمانی (۲۰۰۴) با عنوان Het Graf (قبر).[۱] منتشرشده در سوئد، ۲۰۱۳، عنوان انگلیسی، اتفاقی در پاییز.
11. Den orolige mannen؛ (۲۰۰۹)، مرد شرور

در رمان زیر شخصیت اصلی دختر والاندر، لیندا است درحالی‌که خود او نقش دوم را دارد:
- Innan frosten؛ (۲۰۰۲)، پیش از یخ‌زدن

این رمان اولین قسمت از سه‌گانه دنباله رمان بود که مانکل پس از خودکشی بازیگر نقش اصلی آن در سریال سوئدی، یوانا سالستروم، تصمیم گرفت نوشتن دو رمان بعدی را متوقف کند.
ترتیب زمانی مجموعه والاندر به صورت زیر است گرچه بعضی از آن‌ها باهم همپوشانی دارند:
1. The Pyramid (هِرم)
2. Faceless Killers (قاتلان بدون چهره)
3. The Dogs of Riga (سگ‌های ریگا)
4. The White Lioness (ماده‌شیر سفید)
5. The Man Who Smiled (مردی که لبخند زد)
6. Sidetracked (منحرف‌شده)
7. The Fifth Woman (پنجمین زن)
8. One Step Behind (یک قدم به عقب)
9. Firewall (دیوار آتش)
10. Before the Frost (پیش از یخ‌زدن)
11. An Event in Autumn (اتفاقی در پاییز)
12. The Troubled Man (مرد شرور)